# Erianthus longesetosus
Erianthus longesetosus là một loài thực vật có hoa trong họ Hòa thảo. Loài này được Andersson mô tả khoa học đầu tiên năm 1889.